# Alma (Quebec)
Alma es una localidad canadiense ubicada en la región de Saguenay–Lac-Saint-Jean, provincia de Quebec. La ciudad fue establecida el 21 de febrero de 2001 por la unión de las ciudades de Alma y Delisle.
Alma es la segunda ciudad más grande de la región administrativa de Saguenay–Lac-Saint-Jean, después de Saguenay y la decimoctava aglomeración urbana en importancia de la provincia de Quebec. Asimismo, Alma es conocida como la «Ciudad de la hospitalidad» y su lema en latín es «Crescit Undo», que puede traducirse como «Su crecimiento acompaña su movimiento».
De acuerdo al censo de Canadá de 2011 la ciudad cuenta con 30.904 habitantes y 33.018 habitantes en su área metropolitana.

## Geografía
Alma se encuentra ubicada al este del lago Saint-Jean. Las aguas del lago de más de 30 km de diámetro se dividen en dos ríos que atraviesan la ciudad en un eje oeste-este, uno de ellos el río Petite Décharge (que se divide en dos en el centro de la ciudad para formar la isla Sainte-Anne) y el otro, el Grande Décharge. Los dos ríos se encuentran al este de la ciudad para formar el río Saguenay. El área urbanizada se encuentra principalmente en las riberas abajo del Petite Décharge, y en la costa norte del Grande Décharge. La localidad se encuentra en una depresión del Escudo Canadiense en la cual se presenta un clima más templado que en las regiones adyacentes lo que permite la agricultura.
Alma es la sede del distrito judicial de Alma.

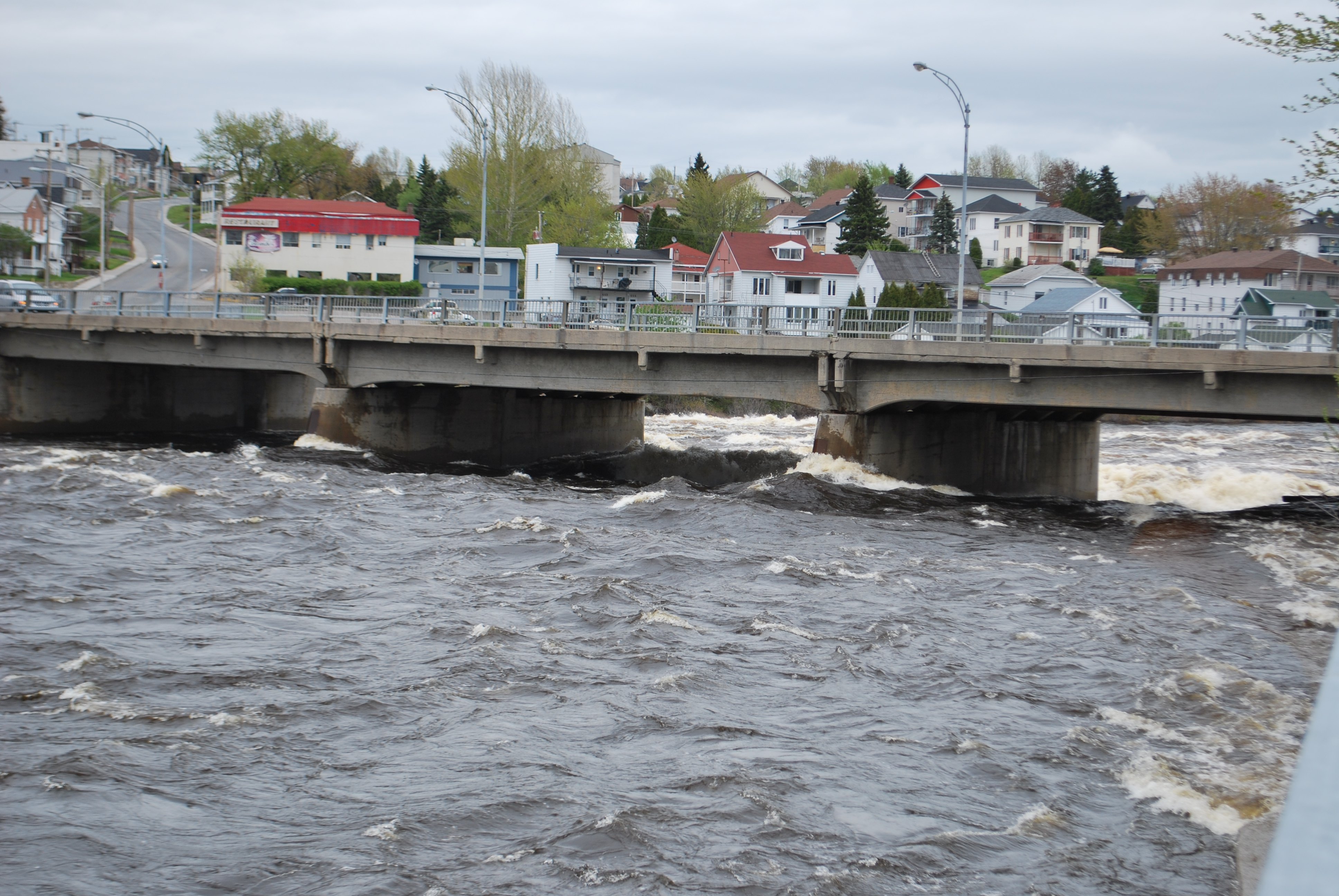
Río Alma.
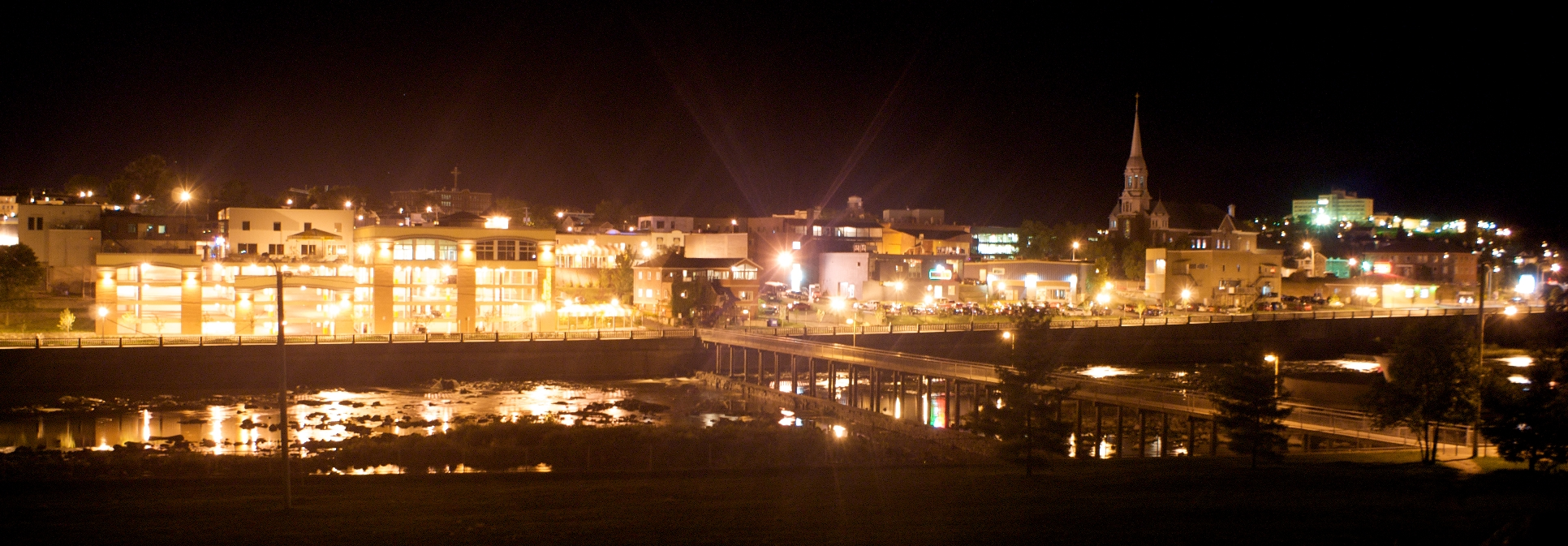
Panorama nocturno del centro de Alma.
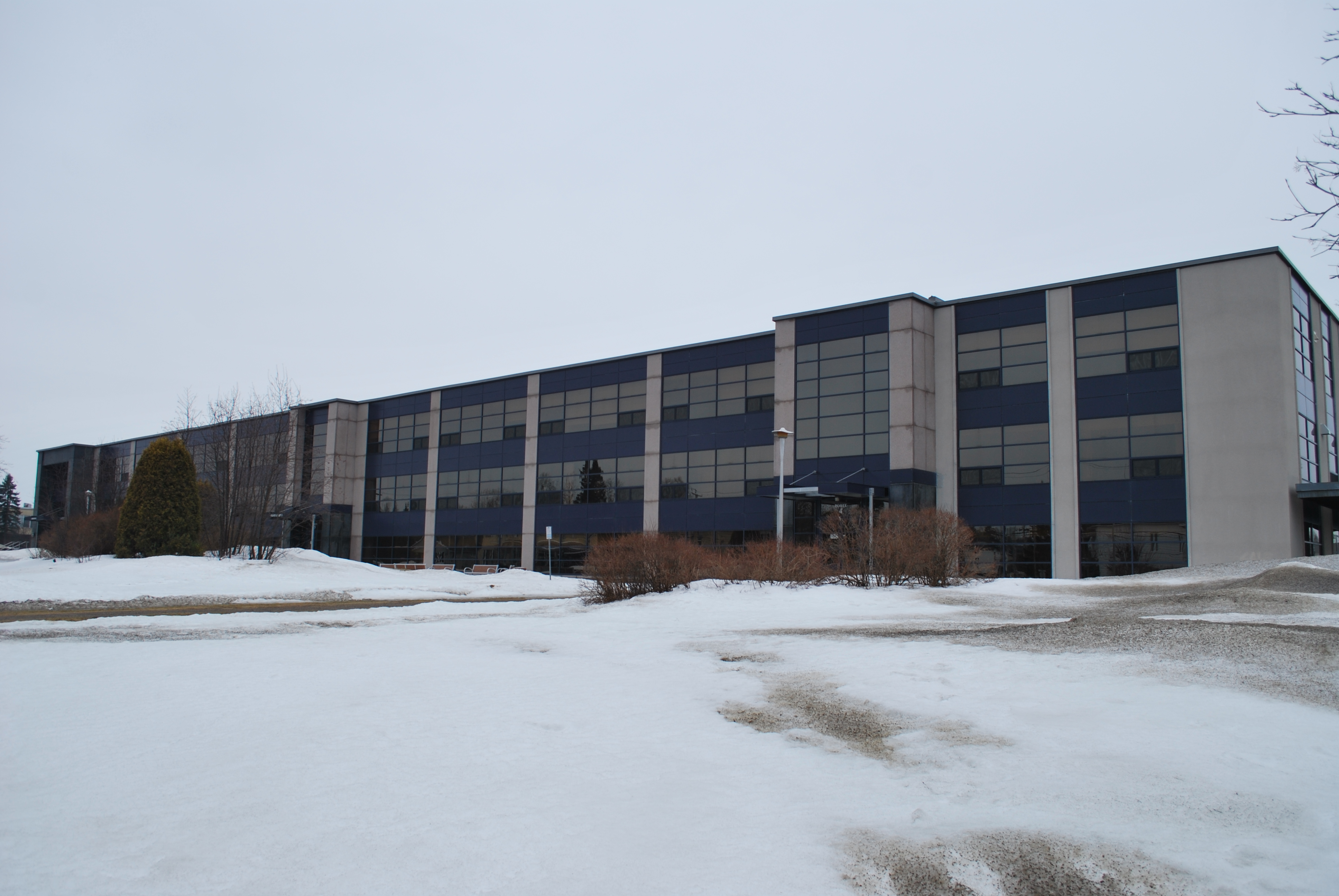
Universidad.

## Transporte
La ciudad está conectada con el Aeropuerto de Alma.